# Antonio Vernole
Antonio Vernole (26 agosto 1937) è un dirigente sportivo italiano.

## Onorificenze sportive
- Stella al merito sportivo